# 石黒敦彦
石黒 敦彦（いしぐろ あつひこ、1952年 - ）は、日本のサイエンス・アート研究者である。「“来るべき芸術”のためのワークショップ」設立者・代表、「メビウスの卵展」実行委員会・代表、多摩美術大学情報デザイン学科、倉敷芸術科学大学大学院および武蔵野美術大学芸術文化学科非常勤講師を兼任する。

## 来歴・人物
1952年、東京都に生まれる。1977年、明治学院大学文学部を卒業後、出版社勤務を経て、1986年、「“来るべき芸術”のためのワークショップ」を設立する。1987年9月、東京・神田神保町の美學校に「芸術科学実験工房」を設立、講師をつとめる（ - 1993年4月）。
1980年代末から日本を巡回した「エクスプロラトリアム展」（ワークショップ部門、1989年6月 - 10月、科学技術館ほか）、1991年にはじまり2011年現在までつづく「メビウスの卵展」（O美術館、せんだいメディアテーク、金沢21世紀美術館など）をはじめ多数の美術展・美術館のキュレーションを手がける。
2006年2月、世界で初めてのナム・ジュン・パイク追悼イヴェントとなった東京都現代美術館での「ナム・ジュン・パイク追悼・東京ミーティング “Tokyo Requiem”」実行委員会事務局となってよびかけ、靉嘔（en:Ay-O）、赤瀬川原平、阿部修也、坂根厳夫、岡部徳三（岡部版画工房）、坂本龍一、木村立哉らとともに実行委員をつとめた。また、同年、木村（葛飾ホックニー）の主宰する芸術運動「Picture Yourself Sound School」に参加、もっぱらDJとして活躍する。
2006年にはグレーター・トウキョウ・フェスティバル公式サイト内の「東京おもしろミュージアムガイド」を監修。
2012年5月より、横浜市みなとみらい地区の新港ピアの活用プロジェクト「ハンマーヘッドスタジオ／新・港区」に参加し、旧横浜トリエンナーレ展示棟内に「FORESTudio」（フォレスタジオ）を開設。芸術的実験とメビウスの卵展などの巡回中継の拠点として活動している。

## ビブリオグラフィ
- 『接木宮殿 - 詩画集』 （沖積舎、1979年） - 小原信博（銅版画）と共著
- 『ニュートンの新冒険』 （UPU、1992年、ISBN 4946432094） - 共著
- 『芸術とヘルスケア・ハンドブック』 （財団法人たんぽぽの家、1999年） - 共著
- 『体験型おもしろミュージアム』 （フレーベル館、1999年、ISBN 4577701499） - 単著
- 『宇宙とは!? - 古今東西「宇宙論」のすべて』 （宝島社文庫、2000年、ISBN 4796617388） - 共著
- 『メビウスの卵BOXシリーズ 1 木の結晶紙の地球』 （エクスプランテ、2000年、ISBN 4901300326） - 共著
- 『メビウスの卵BOXシリーズ 2 光の万華鏡ペンタキス』 （エクスプランテ、2001年、ISBN 4901300083） - 共著
- 『メビウスの卵BOXシリーズ 3 金属のシャボン玉トロフルックス』 （エクスプランテ、2002年、ISBN 4901300113） - 共著
- 『ジオメトリック・アート』（工作舎、2006年、ISBN 4875023928） - カスパー・シュワーベと共著
- 『書物の宇宙誌　澁澤龍彦蔵書目録』（国書刊行会、2006年、ISBN 4336047510） - 編集協力